# Prédateur à dents de sabre
 (février 2022).
La mise en forme du texte ne suit pas les recommandations de Wikipédia : il faut le « wikifier ».
Les points d'amélioration suivants sont les cas les plus fréquents. Le détail des points à revoir est peut-être précisé sur la page de discussion.
- Les titres sont pré-formatés par le logiciel. Ils ne sont ni en capitales, ni en gras.
- Le texte ne doit pas être écrit en capitales (les noms de famille non plus), ni en gras, ni en italique, ni en « petit »…
- Le gras n'est utilisé que pour surligner le titre de l'article dans l'introduction, une seule fois.
- L'italique est rarement utilisé : mots en langue étrangère, titres d'œuvres, noms de bateaux, etc.
- Les citations ne sont pas en italique mais en corps de texte normal. Elles sont entourées par des guillemets français : « et ».
- Les listes à puces sont à éviter, des paragraphes rédigés étant largement préférés. Les tableaux sont à réserver à la présentation de données structurées (résultats, etc.).
- Les appels de note de bas de page (petits chiffres en exposant, introduits par l'outil «  Source ») sont à placer entre la fin de phrase et le point final[comme ça].
- Les liens internes (vers d'autres articles de Wikipédia) sont à choisir avec parcimonie. Créez des liens vers des articles approfondissant le sujet. Les termes génériques sans rapport avec le sujet sont à éviter, ainsi que les répétitions de liens vers un même terme.
- Les liens externes sont à placer uniquement dans une section « Liens externes », à la fin de l'article. Ces liens sont à choisir avec parcimonie suivant les règles définies. Si un lien sert de source à l'article, son insertion dans le texte est à faire par les notes de bas de page.
- La présentation des références doit suivre les conventions bibliographiques. Il est recommandé d'utiliser les modèles {{Ouvrage}}, {{Chapitre}}, {{Article}}, {{Lien web}} et/ou {{Bibliographie}}. Le mode d'édition visuel peut mettre en forme automatiquement les références.
- Insérer une infobox (cadre d'informations à droite) n'est pas obligatoire pour parachever la mise en page.

Pour une aide détaillée, merci de consulter Aide:Wikification.
Si vous pensez que ces points ont été résolus, vous pouvez retirer ce bandeau et améliorer la mise en forme d'un autre article.
Taxons concernés
- Synapsida
  - Therapsida
    - † Gorgonopsia
    - † Therocephalia
    - Mammalia
      - Eutheria
        - † Creodonta
          - † Oxyaenidae
          - † Machaeroidinae

        - Carnivora
          - † Nimravidae
          - † Barbourofelidae
          - Felidae
            - † Machairodontinae

      - Metatheria
        - † Deltatheroida
          - † Deltatheridiidae

        - † Sparassodonta
          - † Thylacosmilidaemodifier

Le terme prédateur à dents de sabre fait référence à un grand nombre d'espèces éteintes d'animaux terrestres carnivores sans lien de parenté. On y trouve des thérapsides (un groupe ancestral des mammifères), des mammifères métathériens et des mammifères placentaires. Tous possèdent deux longues canines supérieures qui chevauchent la mandibule. Ce trait est apparu de nombreuses fois dans différentes lignées par homoplasie (convergence évolutive).

## Présentation
Les plus connus de ces prédateurs sont des Felidae (ordre des Carnivora), parmi lesquels les genres Smilodon et Machairodus, par exemple, partagent effectivement un ancêtre commun au sein d'un même groupe monophylétique, les Machairodontinae. Chez les métathériens, le genre Thylacosmilus fait partie des sparassodontes, groupe frère des marsupiaux.
Ainsi, descendants de lignées évolutives distinctes, les Machairodontinae et les Sparassodonta ont produit des espèces partageant la même morphologie dite de « tigre à dents de sabre ». Comme ils n'héritent pas cette morphologie d'un ancêtre commun, il s'agit d'un phénomène de convergence évolutive.

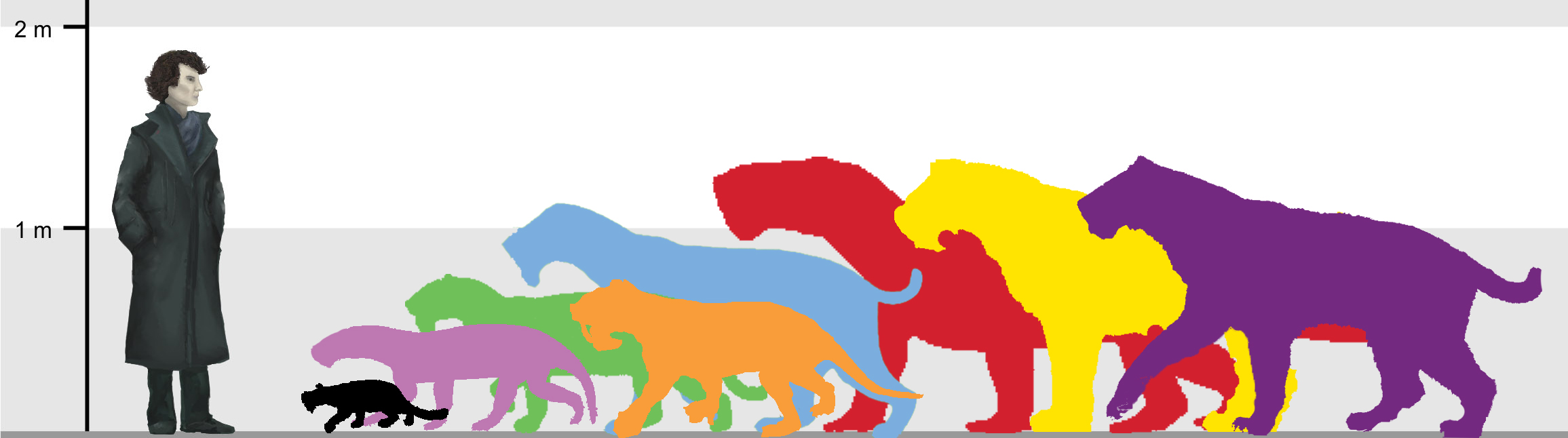
Taille comparée de certains animaux possédant des dents de sabre, toutes périodes confondues.

## Histoire évolutive

### Thérapsides non mammaliens

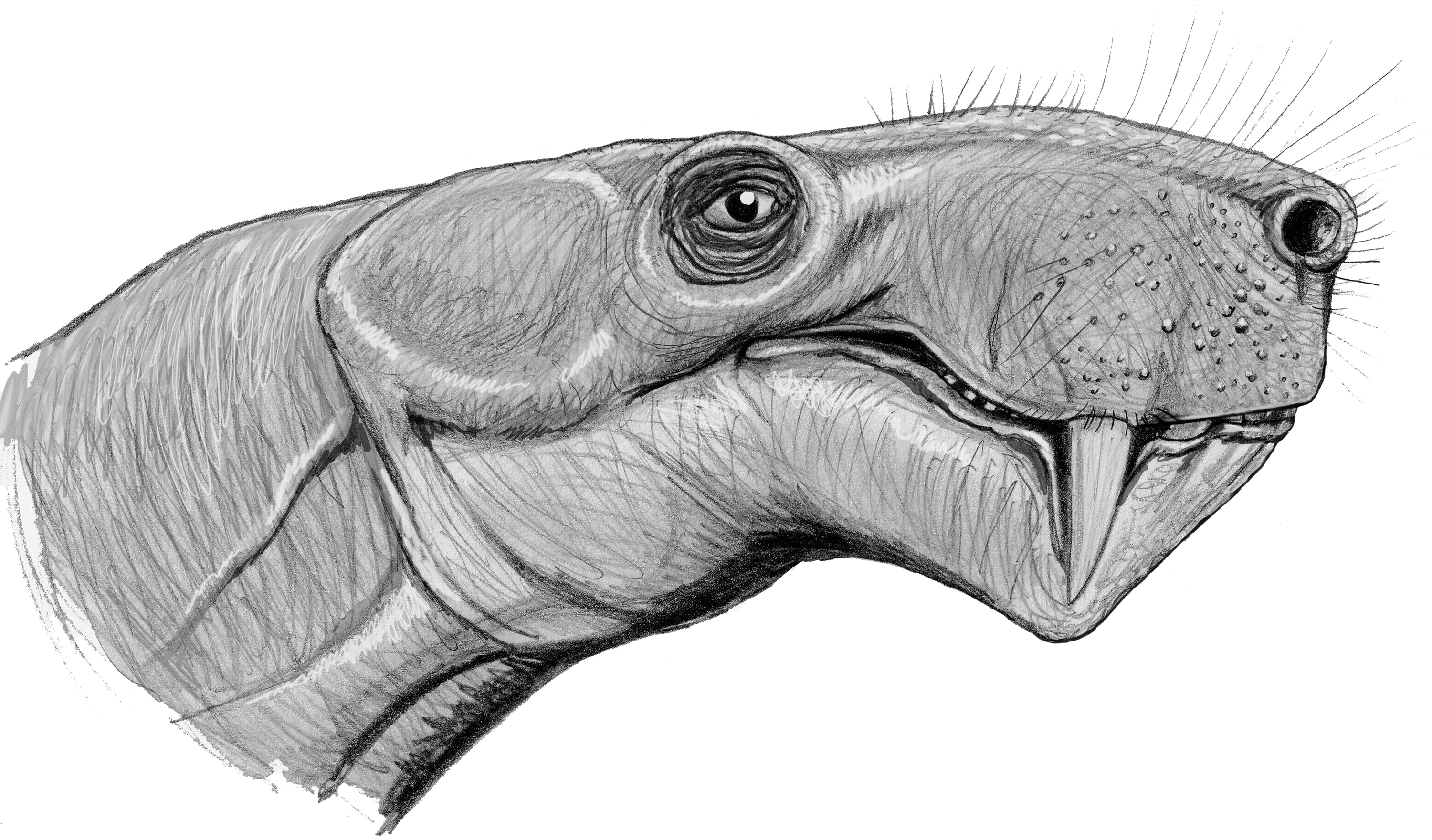
Vue d'artiste de la tête d'Inostrancevia latifrons, la plus grande espèce connue du genre.

Les premiers prédateurs à dents de sabre apparaissant sont des thérapsides non mammaliens, à savoir les gorgonopsiens et les thérocéphales ; ils figurent parmi les premiers groupes d'animaux au sein de Synapsida à faire l'expérience de la spécialisation des canines, et beaucoup avaient de longues canines. Certains possèdent deux paires de canines supérieures avec deux saillantes de chaque côté, mais la plupart ont une paire de canines extrêmes supérieures. La morphologie de ces thérapsides reste très archaïque par rapport aux Machairodontinae du Miocène. Plusieurs caractéristiques déterminantes sont l'absence de processus coronoïde, de nombreuses prémolaires pointues plus proches des chevilles que des ciseaux et des crânes très longs. Malgré leurs grandes canines, cependant, la plupart des gorgonopsiens n'aurait probablement pas les autres spécialisations trouvées dans les véritables prédateurs à dents de sabre. Deux gorgonopsiens, Smilesaurus et Inostrancevia, ont des canines exceptionnellement grandes et pourraient avoir été des analogues fonctionnels plus proches des prédateurs à dents de sabre ultérieurs,.

### Métathériens
La deuxième apparition des dents de sabre se trouve chez les Deltatheroida, une lignée datant du Crétacé et appartenant au clade des métathériens, clade incluant les marsupiaux. Au moins un genre, Lotheridium, possédait de longues canines et, étant donné les habitudes prédatrices du clade ainsi que les fossiles généralement incomplets, cette adaptation aurait peut-être été plus répandue.

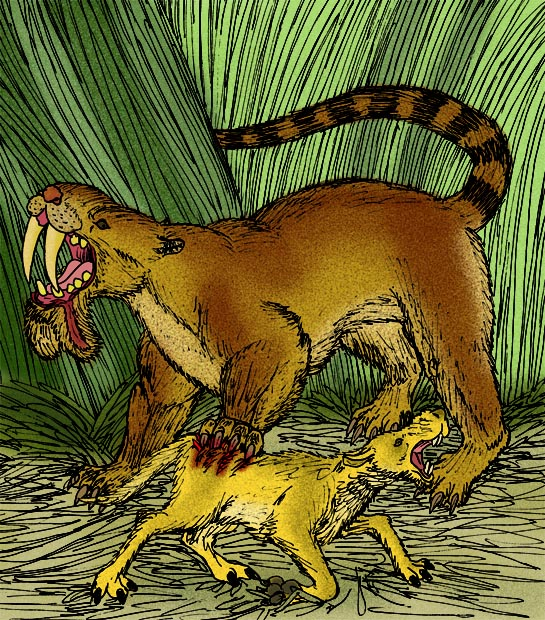
Reconstitution d'un Thylacosmilus chassant un Mesotherium

On trouve aussi de longues canines chez les métathériens de l'ordre des sparassodontes, groupe frère des marsupiaux. Thylacosmilus est l'un des genres les plus distinctifs de ce groupe. La racine des canines est chez eux plus saillante que chez les machairodontinés et la crête sagittale est absente.

### Placentaires
Quelques millions d'années après l'extinction Crétacé-Paléogène apparait cette caractéristique chez un créodonte du nom de Machaeroides, un genre de mammifères ayant vécu durant l'Éocène.

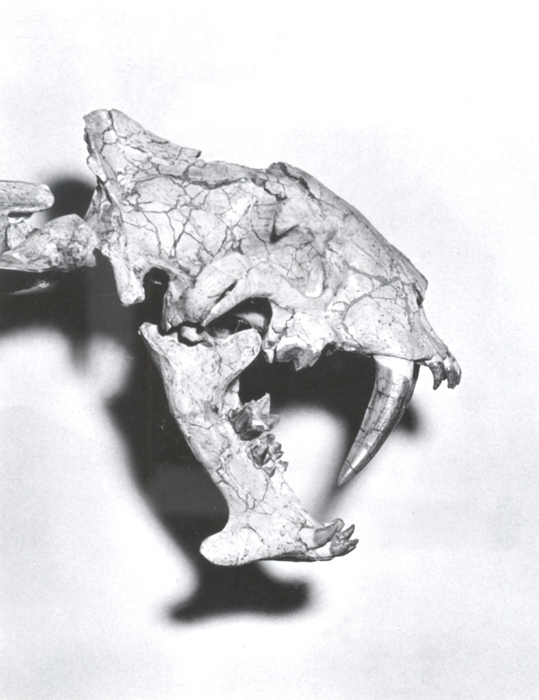
Crâne d'Hoplophoneus mentalis, un Nimravidae

Les longues canines caractérisent aussi la famille des Nimravidae, des carnivores éteints. Ces animaux ont des crânes courts avec de hautes crêtes sagittales et leur forme générale est très similaire.

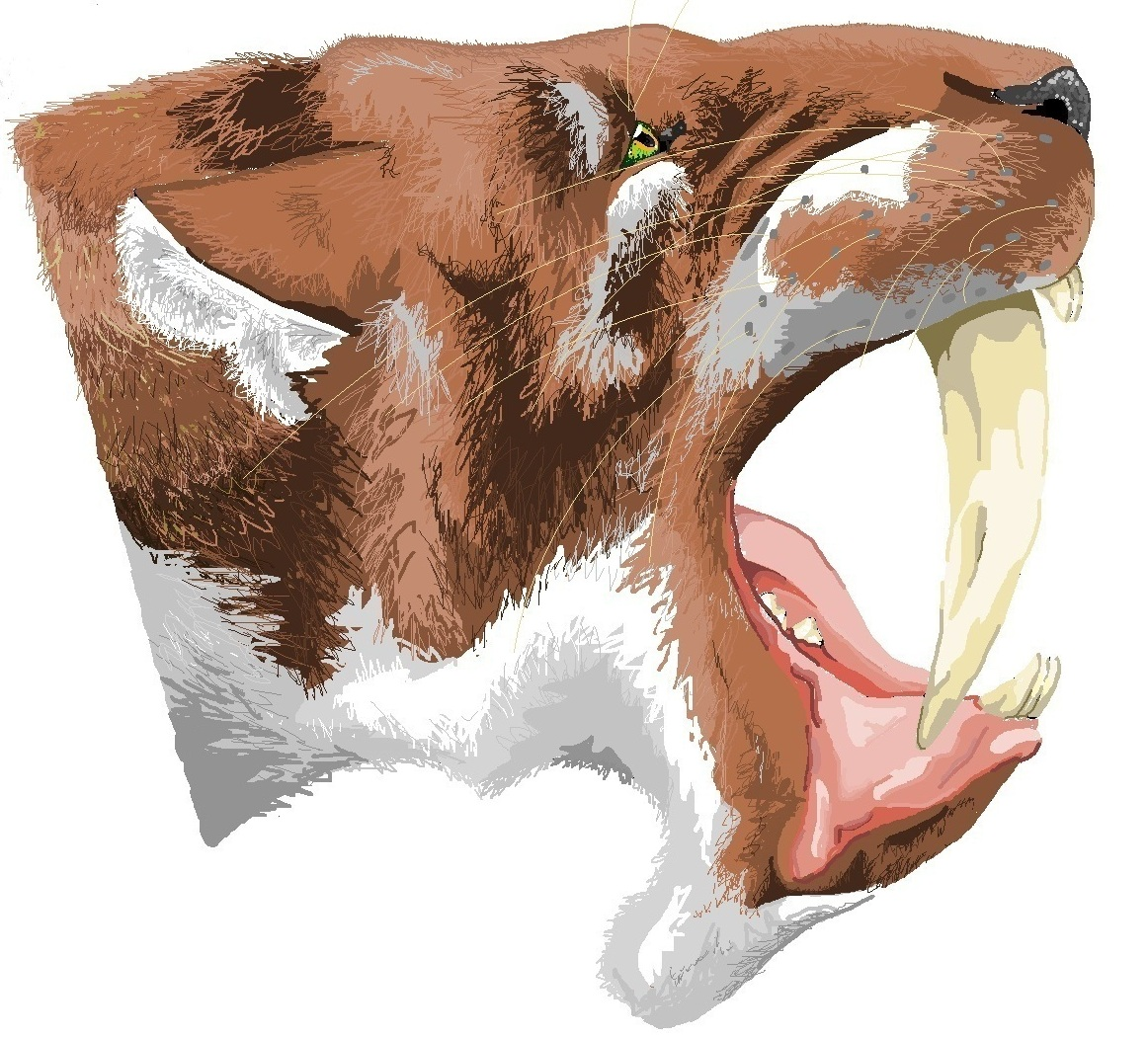
Reconstitution de Barbourofelis fricki, un Barbourofelidae

Une autre apparition de ce trait se trouve chez les barbourofelidés. Ces carnivores partagent un dernier ancêtre commun avec les félidés. Le genre le plus connu est Barbourofelis, qui diffère de la plupart des machairodontinés en ce qu'il possède une mandibule beaucoup plus lourde et plus épaisse, des rebords massifs et presque noueux, et des canines situées plus loin en arrière.

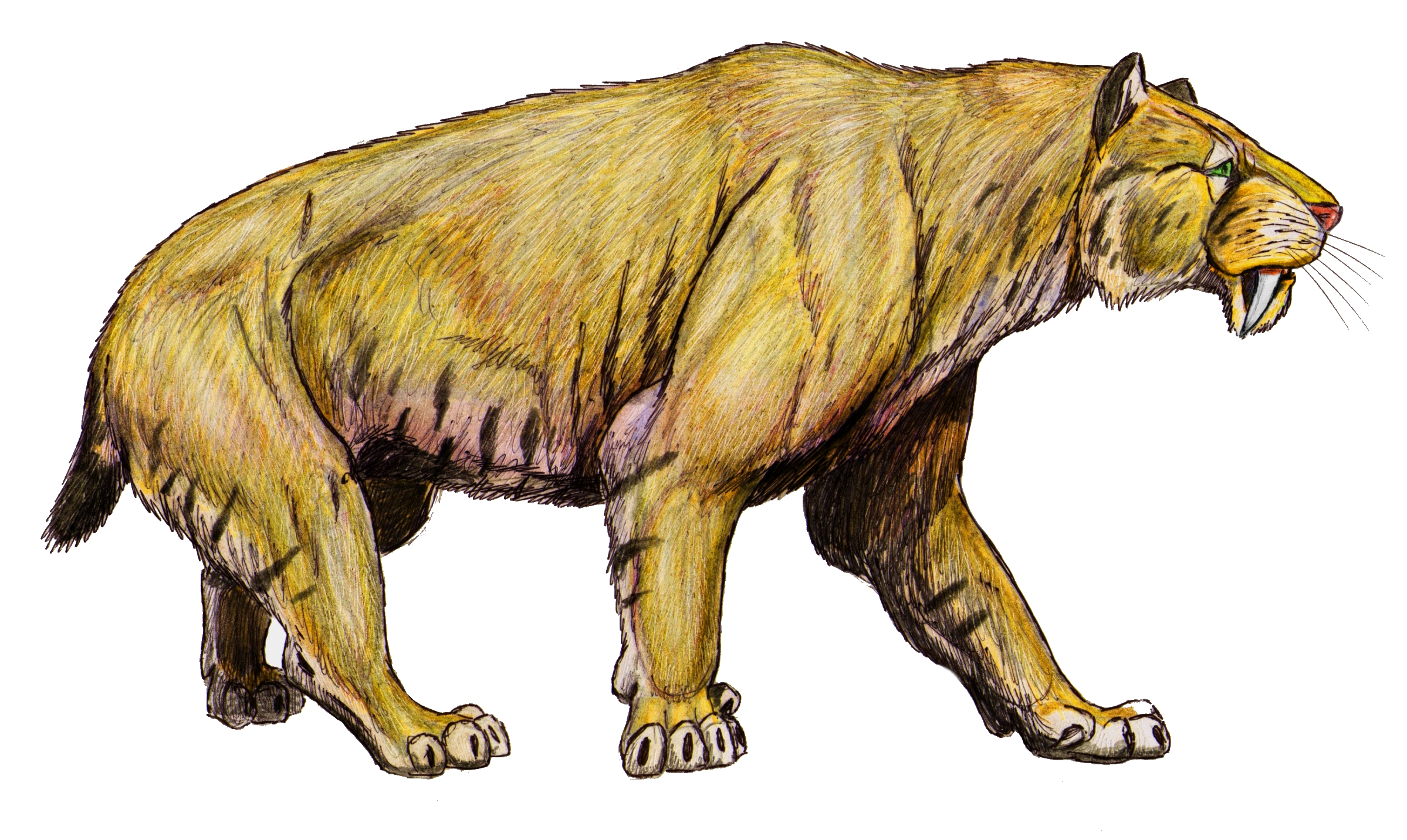
Reconstitution de Smilodon populator, un Machairodontinae

Vers le début du Miocène apparaissent les machairodontinés, une sous-famille éteinte de félidés. Ce groupe inclut le célèbre Smilodon, qui en est le tout dernier représentant, éteint il y a environ 10 000 ans. La tribu des Smilodontini possède les plus longues canines du règne animal, jusqu'à vingt-huit centimètres de long pour l'espèce Smilodon populator.

## Liste des genres de féliformes à dents de sabre
| Nom                           | Espèces | Date d'apparition en Ma | Date de disparition en Ma | Régions                                       | Taille des canines |
| ----------------------------- | ------- | ----------------------- | ------------------------- | --------------------------------------------- | ------------------ |
| Smilodon,                     | 3-5     | 2,5                     | 0,01                      | Amériques du nord et du sud                   | 18–32 cm           |
| Hoplophoneus                  | 5       | 33,7                    | 23,8                      | Amériques du nord et du sud                   |                    |
| Eusmilus                      | 3       | 30,5                    | 28                        | Europe, Amériques du nord et du sud           |                    |
| Dinictis                      | 4       | 40                      | 25                        | Amérique du Nord                              |                    |
| Dinaelurus                    | 1       | ?                       | 23                        | Amérique du Nord                              |                    |
| Dinailurictis                 | 1       | ?                       | ?                         | ?                                             |                    |
| Eofelis                       | 2       | ?                       | ?                         | ?                                             |                    |
| Nimravidus (Nimravides)       | 2       | ?                       | ?                         | ?                                             |                    |
| Nimravus (Nimravinus)         | 6       | 33,5                    | 20                        | Europe, Amérique du Nord                      |                    |
| Nimraviscus                   | 1       | ?                       | ?                         | ?                                             |                    |
| Pogonodon                     | 2       | 15                      | 6                         | Europe, Amérique du Nord                      |                    |
| Quercylurus                   | 1       | ?                       | ?                         | ?                                             |                    |
| Archaelurus                   | 1       | ?                       | ?                         | ?                                             |                    |
| Aelurogale (Ailurictis)       | 1       | ?                       | ?                         | ?                                             |                    |
| Ictidailurus                  | 1       | ?                       | ?                         | ?                                             |                    |
| Albanosmilus                  | 3       | 18                      | 3                         | Afrique, Eurasie                              |                    |
| Afrosmilus                    | 1       | 25                      | 10                        | Afrique                                       |                    |
| Barbourofelis                 | 7       | 15                      | 3                         | Afrique, Eurasie                              |                    |
| Ginsburgsmilus                | 1       | 23                      | 10                        | Afrique                                       |                    |
| Prosansanosmilus              | 2       | 18                      | 5                         | Afrique, Eurasie                              |                    |
| Sansanosmilus                 | 3       | 12                      | 3                         | Afrique, Eurasie                              |                    |
| Syrtosmilus                   | 1       | 23                      | 8                         | Afrique                                       |                    |
| Vampyrictis                   | 1       | 15                      | 3                         | Afrique, Eurasie                              |                    |
| Vishnusmilus                  | 1       | ?                       | ?                         | ?                                             |                    |
| Homotherium                   | 10      | 3                       | 0,01                      | Afrique, Eurasie, Amériques du nord et du sud |                    |
| Thylacosmilus (sparassodonte) | 2       | 10                      | 1,8                       | Amérique du sud                               | plus de 30 cm      |
| Metailurus                    | 9       | 15                      | 8                         | Eurasie                                       |                    |
| Adelphailurus                 | 1       | 23                      | 5                         | Amérique du Nord                              |                    |
| Paramachairodus               | 3       | 20–15                   | 9                         | Europe                                        |                    |
| Machairodus                   | 18      | 15                      | 2                         | Afrique, Eurasie, Amérique du Nord            |                    |
| Miomachairodus                | 1       | 13,65                   | 5,33                      | Europe, Asie, Afrique, Amérique du Nord       |                    |
| Hemimachairodus               | 1       | Pleistocene             | Pleistocene               | Java                                          |                    |
| Lokotunjailurus               | 1       | Fin du Miocène          | Fin du Miocène            | Afrique                                       |                    |
| Megantereon                   | 8       | 3                       | 0,5                       | Afrique, Eurasie, Amérique du Nord            |                    |
| Dinofelis                     | 6       | 5                       | 1,5                       | Afrique, Eurasie, Amérique du Nord            |                    |
| Therailurus                   | 1       | 5                       | 2                         | Afrique, Eurasie, Amérique du Nord            |                    |
| Pontosmilus                   | 4       | 20                      | 9                         | Eurasie                                       |                    |
| Proailurus                    | 2       | 30                      | 20                        | Europe, Amérique du Nord                      |                    |
| Pseudaelurus                  | 1       | 20                      | 10                        | Europe, Amérique du Nord                      |                    |
| Xenosmilus (1 specimen)       | 1       | 1,7                     | 1                         | Amérique du Nord                              |                    |
| Stenailurus                   | 1       | ?                       | ?                         | ?                                             |                    |
| Epimachairodus                | 1       | ?                       | ?                         | ?                                             |                    |
| Hemimachairodus               | 1       | ?                       | ?                         | ?                                             |                    |
| Ischyrosmilus                 | 1       | ?                       | ?                         | ?                                             |                    |